# Hagnberg (Mitterfels)
Hagnberg ist ein Gemeindeteil des Marktes Mitterfels im niederbayerischen Landkreis Straubing-Bogen.
Die Einöde liegt 150 m östlich abseits der Kreisstraße SR 4.

## Geschichte
Hagnberg gehörte bis zum 30. April 1978 zur Gemeinde Gaishausen, die im Zuge der Gebietsreform in Bayern aufgelöst wurde.

### Einwohnerentwicklung
| Jahr      | 1838 | 1860 | 1871 | 1875 | 1885 | 1900 | 1916 | 1925 | 1950 | 1961 | 1970 | 1987 |
| --------- | ---- | ---- | ---- | ---- | ---- | ---- | ---- | ---- | ---- | ---- | ---- | ---- |
| Einwohner | 9    | 11   | 11   | 9    | 7    | 10   | 8    | 7    | 12   | 9    | 10   | 8    |

## Geographie
Hagnberg liegt östlich der Wasserscheide von Menach und Bogenbach und wird über den Hagnberger Bach  in den Bogenbach entwässert.

## Persönlichkeiten
Der  bedeutende Assyriologe Johann Strassmaier (* 1846; † 1920) stammt aus Hagnberg. Vor seinem Wechsel an das Bischöfliche Gymnasium in Metten besuchte er die Volksschule in Au vorm Wald.